# Aeroporto de Caldas Novas
O Aeroporto de Caldas Novas ( ICAO: SBCN | IATA: CLV ) está localizado no município de Caldas Novas, Goiás.
Suas coordenadas são as seguintes: 17°43'31.00"S de latitude e 48°36'38.00"W de longitude. Possui uma pista de 2150 x 45m de asfalto, PN 35, opera visual e IFR noturno e diurno, NDB e GPS (GNSS).
Inaugurado em 2002, é o segundo maior terminal de passageiros do estado de Goiás, com uma área coberta de 2980 metros quadrados, atrás apenas do aeroporto de Goiânia. 

## Facilidades
- Terminal de passageiros com 3.000 m² de área coberta
- Estacionamento com capacidade de 230 vagas
- Estacionamento de aeronaves número de posições: 04
- Estacionamento de aeronaves aviação geral: 10
- Esteira para bagagens
- Lanchonete e restaurante
- Cafeteria
- Raio X para vistoria de bagagem de mão

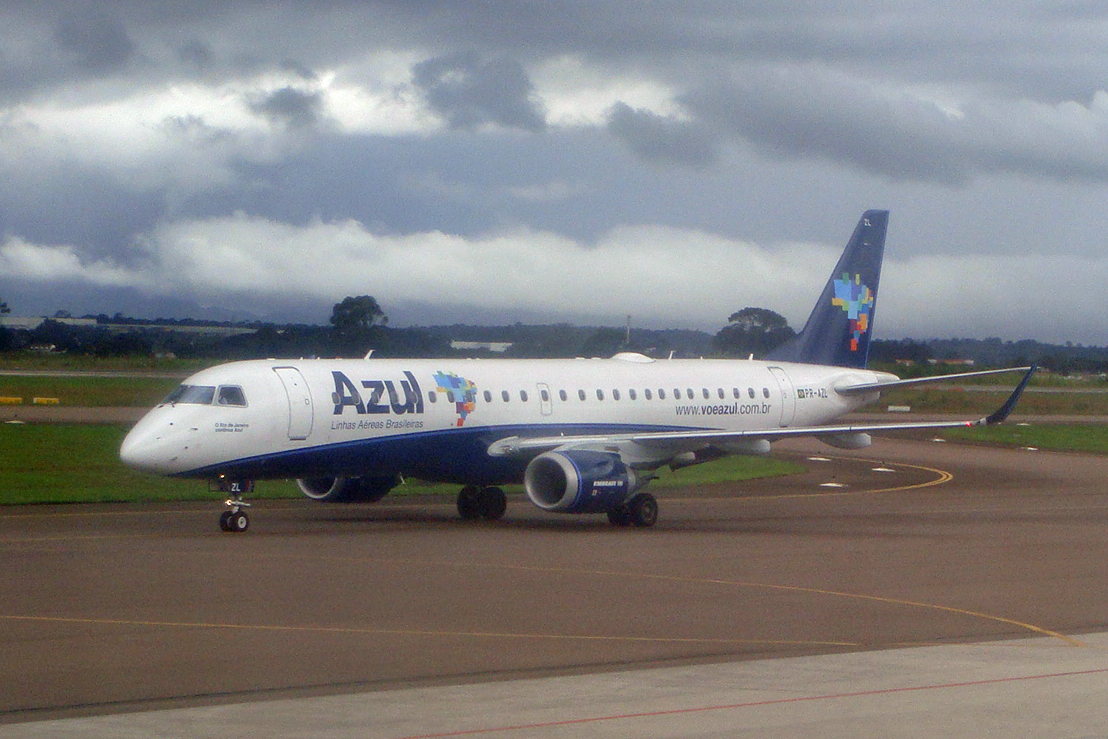
Embraer 190 Aeronave Utilizada nos voos para Caldas Novas.

- Pórtico detector de metais
- Sala de embarque
- Sala de desembarque
- Balcão de Check-in
- Locadoras de veículos
- Lojas com produtos regionais